# Systemy pisma CJK
Systemy pisma CJK – używane w informatyce określenie systemów pisma wywodzących się z pisma chińskiego (języki chińskie – tradycyjne i uproszczone pismo chińskie, japoński – pismo japońskie) oraz pisma koreańskiego.
Skrót CJK pochodzi od pierwszych liter nazw pism:
- chińskiego (hanzi)
- japońskiego (kanji, kana)
- koreańskiego (hangul i hancha)

Cechy tych systemów w porównaniu do pisma łacińskiego:
|                                     | Systemy pisma CJK | Łaciński system pisma                                                                |
| ----------------------------------- | --- | ------------------------------------------------------------------------------------ |
| Rozmiar zestawu znaków              | Duży | Niewielki                                                                            |
| Tworzenie nowych znaków             | Zwykle przez łączenie dwóch istniejących, historycznie częste, obecnie bardzo rzadkie                                                                         | Dodawanie znaków diakrytycznych do znaku bazowego                                    |
| Zapis na podstawie mowy             | Jednoznaczny w przypadku pisma koreańskiego, silnie wieloznaczny w przypadku japońskiego i chińskiego                                                         | Jednoznaczny (np. chorwacki) lub umiarkowanie wieloznaczny (np. polski, angielski)   |
| Odczyt na podstawie pisma           | Jednoznaczny w przypadku pisma koreańskiego, umiarkowana wieloznaczność w przypadku japońskiego i chińskiego                                                  | Prawie jednoznaczny (np. polski) lub umiarkowanie wieloznaczny (np. angielski)       |
| Szerokość znaków                    | Stała, każdy znak zajmuje osobne kwadratowe pole | Zmienna, znaki mogą nawet zachodzić na siebie                                        |
| Kierunek pisania                    | Historycznie z góry do dołu, z prawej do lewej, obecnie również z lewej do prawej, z góry do dołu                                                             | Z lewej do prawej, z góry do dołu                                                    |
| Kolejność znaków                    | Brak standardowej kolejności, wiele systemów | W każdym języku standardowa kolejność, drobne różnice między poszczególnymi językami |
| Znak oznacza zwykle                 | Sylabę, często koduje znaczenie | Głoskę, znaki bez semantyki                                                          |
| Zależności między kolejnymi znakami | Słabe, znaki czytane oddzielnie | Silne, częste wieloznaki, czytanie zależne od kontekstu (ang. cat a. cent)           |
| Interpunkcja                        | Historycznie brak, obecnie występuje, w pismach chińskim i japońskim brak przerw między wyrazami, w koreańskim, pisanym alfabetem hangul, obowiązkowe przerwy | Obowiązkowe przerwy między wyrazami, dużo znaków interpunkcyjnych                    |